# Dersou Ouzala (film, 1975)
Pour les articles homonymes, voir Dersou Ouzala.
Pour plus de détails, voir Fiche technique et Distribution.
Dersou Ouzala (en russe : Дерсу Узала) est un film soviéto-japonais réalisé par Akira Kurosawa, sorti en 1975, d'après le livre autobiographique homonyme de Vladimir Arseniev, publié en 1921. 
Une première adaptation du même livre avait été réalisée en 1961 par Agassi Babaïan.

## Synopsis

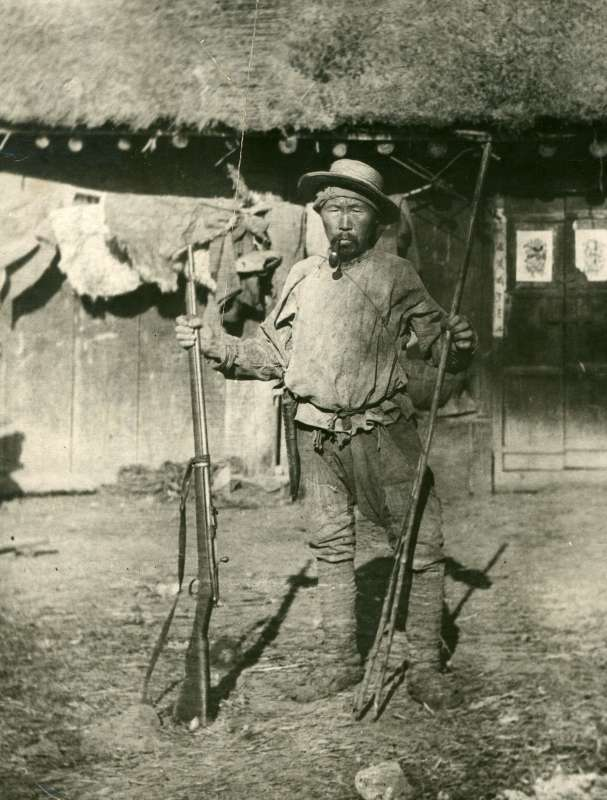
Le vrai Dersou Ouzala. Photo prise par Arseniev lui-même vers 1902-1907.

Ce film relate l'étonnante mais très forte amitié entre un autochtone sibérien (un Hezhen) et un topographe russe, au début du XXe siècle. Il est tiré du récit autobiographique de l'officier-topographe Vladimir Arseniev, chargé par l'armée impériale russe de faire le relevé de terres alors encore inexplorées dans la vallée de l'Oussouri, à la frontière chinoise. Au cours d'une expédition topographique durant l'été 1902, le jeune Arseniev rencontre Dersou Ouzala, un chasseur golde qui vit du commerce des peaux de zibelines et connaît très bien la taïga. Sous l'impulsion d'Arseniev, le détachement de soldats finit par adopter le vieil homme aux yeux bridés, qui vit dans la forêt depuis des années, depuis la mort de sa femme et de ses enfants emportés par une épidémie de variole. Dersou devient le guide de l'expédition et se prend d'amitié pour Arseniev qu'il appelle respectueusement « Capitaine ». Lorsque tous deux s'égarent au crépuscule dans une toundra balayée par un blizzard, c'est Dersou, grâce à son ingéniosité, qui leur sauve la vie. L'expédition terminée, chacun doit partir de son côté.
Mais cinq ans plus tard, en 1907, alors qu'il dirige une nouvelle expédition topographique dans la taïga, Arseniev retrouve par hasard Dersou. Le vieil homme redevient son guide ; jusqu'au jour où il tire sur un tigre de Sibérie qui rôde autour de l'équipe. Dersou blesse l'animal sans le tuer, présage de malheur chez les Mongols. À compter de ce moment, Arseniev assiste impuissant à la transformation de son ami : celui-ci vieillit, sa vue baisse tellement qu'il ne peut plus chasser pour assurer sa survie ; le vieil homme en devient presque aigri. Il se résout finalement à accepter l'asile que lui offre Arseniev dans sa propre maison, auprès de sa femme et de son fils, à Khabarovsk.
Loin de la taïga, et malgré l'affection que lui porte la famille Arseniev, Dersou dépérit, ne supportant pas les règles de la vie citadine. Il implore alors le capitaine de le laisser repartir sur les lieux auxquels il est attaché. Arseniev accepte à contrecœur, et lui offre en cadeau d'adieu un très bon fusil lui appartenant. Quelque temps plus tard, l'officier est prévenu par un télégramme de la police que le cadavre d'un vieil homme a été retrouvé non loin de la voie ferrée du Transsibérien, à une vingtaine de kilomètres au sud de Khabarovsk, en possession de son adresse, et qu'il doit venir l'identifier avant qu'il soit enterré sur place. Le capitaine reconnaît alors le corps de Dersou qui a été probablement tué par un bandit, car le fusil qu'il lui avait offert a disparu. 
Lorsque Arseniev revient au cours de l'année 1910 sur les lieux où son ami est enterré (ce qui constitue la première scène du film), la tombe a été détruite, les arbres coupés pour construire une ville : Korfovskaïa.

## Fiche technique
- Titre original : Дерсу Узала (Dersou Ouzala)
- Titre japonais : デルス·ウザーラ
- Réalisation : Akira Kurosawa
- Scénario : Akira Kurosawa, Youri Naguibine, d'après deux livres de voyage de Vladimir Arseniev.
- Production : Nikolaï Chizov, Yoichi Matsue
- Musique : Isaak Schwarz
- Directeurs de la photographie : Asakazu Nakai, Youri Gantman, Fiodor Dobronravov
- Montage : Valentina Stepanova
- Sociétés de production : Mosfilm (Moscou), Tōhō, Nippon Herald Production (Tokyo), en collaboration avec la 3e unité créatrice (URSS) et l'Atelier 41 (Japon)[réf. nécessaire]
- Société de distribution : Sovexportfilm
- Pays :  Union soviétique,  Japon
- Langue : russe
- Format : Couleur - 70 mm
- Genre :  Aventure, exploration
- Durée : 141 minutes
- Date de sortie : 1975
- Dates de sortie en France : 22 décembre 1976, 13 mars 2024 (reprise en version restaurée 4K)[3]
- Affiche : Michel Landi (France)

## Distribution
- Maksim Mounzouk : Dersou Ouzala
- Youri Solomine : Vladimir Arseniev
- Svetlana Daniltchenko (ru) : Anna, l'épouse d'Arseniev

## Genèse
Le scénario du film est tiré des deux premiers livres de la trilogie Dersou Ouzala de Vladimir Arseniev : La Taïga de l'Oussouri - Mes expéditions avec le chasseur gold Derzou (1921) et Dersou Ouzala : la Taïga de l'Oussouri (1923). Arseniev est un officier et géographe de l'armée impériale russe du tsar Nicolas II qui, entre 1902 et 1907, effectue plusieurs missions d'exploration dans la province de l'Oussouri (dans l'Extrême-Orient russe) pour cartographier la région. Largement autobiographique, le livre raconte l'amitié qui se développe entre l'officier et son guide, authentique « homme des bois » vivant en totale communion avec la nature.
Kurosawa imposa Maksim Mounzouk dans le rôle de Dersou Ouzala contre l'avis des producteurs, réticents car cet acteur n'avait tourné que dans un seul film auparavant.

## Distinctions
Le film a été récompensé du Grand Prix au 9e Festival de Moscou et a reçu l'Oscar du meilleur film étranger en 1976.